# Ибър (приток на Марица)
Вижте пояснителната страница за други значения на Ибър.
Ибър е река в Южна България— Софийска област, община Самоков, десен приток на Марица. Дължината ѝ е 19 км.
Река Ибър се образува от сливането на реките Малък Ибър (лява съставяща) и Голям Ибър (дясна съставяща) на 42°13′05″ с. ш. 23°41′40″ и. д. / 42.218056° с. ш. 23.694444° и. д., на 1678 м н.в. За начало се приема дясната съставяща Голям Ибър, която води началото си от 2180 м н.в., северозападно от връх Ортачал (2434 м). По цялото си протежение (с изключение на най-горното течение) протича на север в дълбока и гориста долина. Влива се отдясно в река Марица, на 867 м н.в., в югозападната част на село Радуил, Община Самоков.
Притоци: Малък Ибър и Свлачище (леви) и Чернокалски дол (десен).
Реката е със снежно-дъждовно подхранване, като максимумът е през май и юни в резултата от снеготопенето, а минимумът – през февруари. Среден годишен отток на кота 1400 м – 1,03 м3/с.
Голяма част от водите на реката са включени в Каскадата „Белмекен-Сестримо-Чаира“.

## Топографска карта
- Лист от карта K-34-72. Мащаб: 1 : 100 000. неработещ линк